# Der Königliche Ernst August

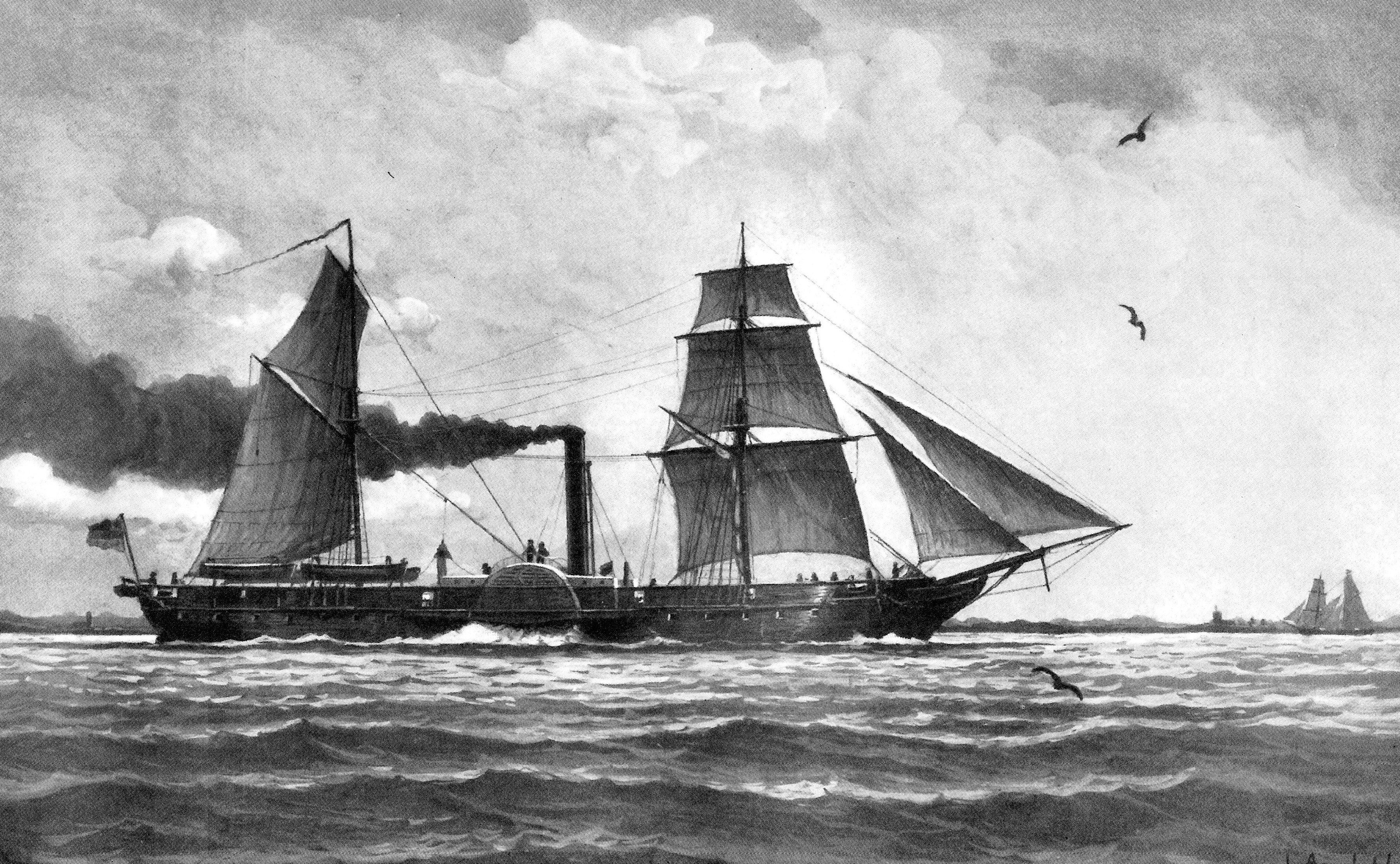
Radkorvette DER KÖNIGLICHE ERNST AUGUST der Reichsflotte um 1850

Der Königliche Ernst August (ex Cora, später Edinburgh) war ein hölzerner Raddampfer im Stil einer Korvette der Reichsflotte des Deutschen Bundes.

## Technische Daten
Die Hölzerne Korvette mit Raddampferantrieb wurde auf der Bauwerft William Patterson in Bristol/England im Auftrag der Reichsflotte gebaut. Der Stapellauf unter dem Tarnnamen Cora war im Laufe des Jahres  1848, ein genaues Datum ist nicht bekannt. Die Baukosten lagen bei 150.000 Talern.
Das 580 t verdrängende Schiff war über alles 55,47 m und in der Wasserlinie 49,21 m lang. Die größte Breite des Schiffsrumpfes maß 9,72 m, über die Radkästen 17,1 m. Der maximale Tiefgang betrug 3,96 m. Das Schiff wurde von zwei liegend angebrachten, oszillierenden Einzylinder-Dampfmaschinen der Londoner Firma Miller Ravenshill angetrieben, welche die beiden seitlichen Schaufelräder in Bewegung versetzten. Die Maschinen leisteten rund 950 PSi und beschleunigten das Schiff auf 9 kn. Die beiden Räder verfügten über jeweils zwölf Schaufeln und einen Durchmesser von 5,79 m. Die Dampfversorgung sicherten drei Kofferkessel, die rund 1 atü Dampfdruck erzeugten und gemeinsam mit den Dampfmaschinen in einem 16,15 m langen Maschinenraum untergebracht waren. Zur Befeuerung der Kessel führte Der Königliche Ernst August einen Kohlenvorrat von 200 t mit. Zusätzlich verfügte das Schiff über eine Takelage. Der Zweimaster war als Schonerbrigg geriggt. Die Bewaffnung bestand aus sechs 68-Pfünder-Bombenkanonen. Die Besatzung war 150 Mann stark und bestand aus fünf Offizieren und 145 Unteroffizieren und Mannschaften.
Vom Typ ähnlich, jedoch kleiner waren die Großherzog von Oldenburg und die Frankfurt.

## Verwendung
Nach ihrer Fertigstellung in Bristol lief sie unter britischer Flagge und dem Tarnnamen Cora Bremerhaven an, wo sie im Oktober 1848 als Der Königliche Ernst August in Dienst gestellt wurde. Namensgeber war der Bundesfürst König Ernst August I. von Hannover (1771–1851).
Nach Lüder Arenhold war die Radkorvette „ein sehr hübsches Modell“ und nach verschiedenen zeitgenössischen Quellen das schönste Schiff der Flotte. Angeblich erreichte es bei der Probefahrt eine Geschwindigkeit von „fast elf Knoten“. Am 12. Dezember 1852 wurde das Schiff in Brake von dem oldenburgischen Staatsrat Laurenz Hannibal Fischer versteigert und von der General Steam Navigation Company, Ltd., in London, erworben.
Im März 1853 wurde sie als Edinburgh im europäischen Verkehr eingesetzt. Im März 1855 ging das Schiff in Warna, Bulgarien bzw. Osmanisches Reich, unter nicht näher bekannten Umständen verloren. Vermutlich diente sie zu diesem Zeitpunkt als Transportschiff für die Alliierten während des Krimkriegs. Varna war zu diesem Zeitpunkt das logistische Zentrum für die alliierten Truppen.